# Calceolaria rupestris
Calceolaria rupestris är en toffelblomsväxtart som beskrevs av U. Molau. Calceolaria rupestris ingår i släktet toffelblommor, och familjen toffelblomsväxter. Inga underarter finns listade i Catalogue of Life.